# Mikadotrochus gotoi
Mikadotrochus gotoi is een slakkensoort uit de familie van de Pleurotomariidae. De wetenschappelijke naam van de soort is voor het eerst geldig gepubliceerd in 1990 door Anseeuw.